# Dingjiaqiao
Dingjiaqiao är en köping i östra Kina. Den ligger i Jing härad i staden Xuancheng i provinsen Anhui, omkring 170 kilometer sydost om provinshuvudstaden Hefei. Antalet invånare är 13 600. Befolkningen består av 6 332 kvinnor och 7 268 män. Barn under 15 år utgör 13,0 %, vuxna 15-64 år 72 %, och äldre över 65 år 14,0 %.